# Libeliče
Libelíče (nemško Leifling) so gručasto naselje na desnem bregu Drave v Občini Dravograd.
Naselje (vas) leži ob robu Libeliškega polja, ob vznožju Libeliške gore, v neposredni bližini slovensko - avstrijske državne meje. 
Naselje se v pisnih virih prvič omenja leta 1201, v 16. stoletju pa je bilo ob vasi pomembno pristanišče za splave na Dravi. V središču vasi so stare kmečke hiše, katerih stavbna zasnova sega celo v srednji vek, na obrobju pa je precej novih. V vasi živi 224 prebivalcev.
Libeliče so stopile v zgodovino leta 1922, ko so krajani po dodatnih prizadevanjih (prenesli so mejne kamne na drugo stran vasi) uspeli izničiti rezultate plebiscita iz leta 1920 in se priključili Jugoslaviji.
V bližini se nahaja Dom Ajda.

## Umetnostni spomeniki
Cerkev sv. Martina, ki se v starih zapisih prvič omenja leta 1106 in 1154 že kot sedež župnije, izločene iz pražupnije Pliberk, je v prvotni obliki verjetno nastala že v predromanski obliki. Stavba je bila večkrat prezidana, najbolj v 2. polovici 18. stoletja. Pri obnovi 1984 so na južnem pročelju odkrili staro zidavo in romansko okence. Ob obnovi 1986 pa so dodatno odkrili še polkrožno sklenjen portal in dvoje zgodnjegotskih okenc.

## NOB
Bataljon VDV za Koroško, ki se je v Libeličah pripravljal za napad na okupatorjevo postojanko, se je 23. julija 1944 zadrževal na Sabodinovi domačiji, tam so ga v večernih urah zaradi izdaje presenetili nemški policisti in gestapovci, pobili 6-člansko družino ter zažgali hišo in gospodarska poslopja.